# Pont de Folda
Pour les articles homonymes, voir Folda (homonymie).
Le pont de Folda (en norvégien : Follabrua) est un pont suspendu situé dans la municipalité de Nærøysund dans le comté de Trøndelag, en Norvège. Le pont traverse le détroit de Foldereidsundet qui fait partie du fjord de Folda intérieur. Le pont fait 336 mètres de long, sa travée principale est de 225 mètres et le dégagement maximal sous le pont est de 38 mètres. À l’extrémité nord du pont, la route entre dans un tunnel de 230 mètres de long à travers une montagne avant d’entrer dans le village de Foldereid. Le pont a été achevé en 1969.